# Flottiglia fluviale
Con il termine flottiglia fluviale (brown-water navy dall'inglese "flotta delle acque marroni") si intende una flotta di navi militari idonee ad operare in acque fluviali o litoranee. Tale neologismo è stato coniato dalla US Navy riferito proprio alle piccole cannoniere o motovedette utilizzate sui fiumi.

Una flotta di B.W.N., visti gli enormi progressi della tecnica e la sempre maggior riduzione degli ingombri dei sistemi d'arma navali, può rivelarsi un'offensiva molto temibile in quanto dotata di una notevole quantità di potenti missili anti-nave.